# ملا عبدالعزیز مفتی
ملا عبدالعزیز مفتی (درگذشته اواخر آبان ۱۳۱۲) ملقب به صدرالعلماء از روحانیون بلندپایه کردستان در دوره قاجار و پهلوی و نماینده سقز و بانه در مجلس شورای ملی بود. 

## زندگی سیاسی
ملا عبدالعزیز نزد علمای کردستان تحصیل کرد و سپس مسجدی کنار آرامگاه پیرغزائی در شهر سقز ساخت و در آن به تدریس و امامت و موعظه پرداخت. عده‌ای از روحانیون سقز در نامه به حکومت سقز و سنندج مدعی شدند که او از اسلام منحرف شده و علیه او تظاهراتی به راه انداختند و به مسجد و خانه اش حمله کردند. ملا عبدالعزیز ناچار به فرار به تهران و سکونت در مسجد و مدرسه مروی شد. در همین مدرسه با سید حسن مدرس آشنا شد که برایش از احمدشاه فرمان شیخ‌الاسلامی گرفت. احمدشاه همچنین به او لقب صدرالعلماء داد. ملاعبدالعزیز به سقز بازگشت و به تدریس و امامت در مسجد پیرغزائی ادامه داد. 
صدرالعلماء به تشویق مدرس نامزد انتخابات دوره پنجم مجلس شورای ملی شد و این بار به نمایندگی از سقز و بانه به تهران رفت. او با وجود دوستی با مدرس به انقراض قاجاریه رأی داد و سپس عضو مجلس موسسانی شد که در آذر ۱۳۰۴ با تغییراتی در قانون اساسی به انتقال سلطنت به خاندان پهلوی رسمیت بخشید. در چهار دوره بعدی مجلس نیز که پس از به سلطنت رسیدن رضاشاه برپاشد (ششم تا نهم) ملاعبدالعزیز کرسی خود را حفظ کرد. او در سراسر دوران نمایندگی، عضو کمیسیون عدلیه بود. با اختیاراتی که علی‌اکبر داور، وزیر عدلیه از مجلس گرفت، قوانین قضائی به جای مجلس، با تصویب کمیسیون لازم الاجرا می شد و از این رو، نمایندگان عضو کمیسیون عدلیه نقش مهمی در پی‌ریزی نظام نوین قضائی کشور بازی کردند.

## حقوق اهل سنت
ملا عبدالعزیز در سراسر دوران نمایندگی‌اش، تنها روحانی اهل سنت در مجلس بود. به کوشش او در ۳۱ تیر ۱۳۱۲ قانون «اجازه رعایت احوال شخصیه ایرانیان غیرشیعه در محاکم» به تصویب کمیسیون عدلیه رسید که احوال شخصیه (حقوق مربوط به ازدواج و طلاق و ارث و سرپرستی) ایرانیان غیرشیعه را که مذهب آنان به رسمیت شناخته شده باشد، باید بر اساس «قواعد و عادات مسلمه متد‌‌‌اوله در مذهب آنان» در محاکم رسیدگی می‌شد، بجز در مواردى که به «انتظامات عمومى» مربوط می‌شد. 

## تغییر لباس کردی
هنگامی که رضاشاه فرمان تغییر لباس صادر کرد، ملا عبدالعزیز و شماری از علمای کردستان، لباس روحانیت از تن در آوردند و کت و شلوار و کلاه پهلوی پوشیدند، در حالی که ملا خلیل مفتی عشایر منگور مهاباد علیه رضاشاه اعلام جهاد کرد. در سفری که رضا شاه به همراه پسرش به سقز و مهاباد کرد، همراه با دیگر روحانیون سقز به پیشواز او رفت. رضا شاه با دیدن آنان گفت: «شما چرا لباس روحانیت را درآوردید؟ من نگفتم مشایخ و روحانیون کلاه بگذارند. شماها باید لباس خودتان را بپوشید و مردم عامی و کارمندان، کلاه پهلوی و کت و شلوار بپوشند». 

## درباره نسبت کرد با ایران
در جلسه چهاردهم دی ۱۳۱۰ مجلس شورای ملی که موضوع شورش جعفر سلطان لهون در اورامان و فرار او به عراق مطرح شد، ملا عبدالعزیز در نطقی در حمایت از اقدامات دولت علیه جعفر سلطان گفت: 

«کرد همیشه مثل یک دست قوى براى دولت ایران و مملکت ایران بوده است. در عضویت و جزویت قطعه کردستان و اهالى کردستان براى مملکت ایران و ملت ایران هیچ تردیدى نیست و تمام تواریخ هم نشان می‌دهد. اهالى کردستان یعنى جامعه کرد ایران از بدو خلقت ایرانى بوده‌اند و با ایرانیت زندگانى کرده‌اند و با ایرانیت هم زندگانى خواهند کرد. حیات آنها در سایه ایرانیت بوده است. منها خلقناکم و منها نعیدکم و منها نخرجکم تارةً اخرى. این در حق اهالى کردستان و جامعه کردستان صادق است که هم از ایران نشئت کرده و هم از ایران نشئت خواهد کرد و هم در ایران خواهد مرد. جامعه کرد به هیچ شکل و رنگ دیگرى در نمی‌آید. فقط از بدو خلقت تا امروز و تا وقتى که هست با شکل ایرانیت و با حقیقت ایرانیت زندگانى خواهد کرد و این یک خلقت نژادى است که از آنها سلب نخواهد شد». 

## درگذشت
ملا عبدالعزیز هنگامی که نماینده دوره نهم مجلس شورای ملی بود، درگذشت. حسین دادگر رئیس مجلس هنگام اعلام خبر درگذشت ملا عبدالعزیز او را مردی فاضل توصیف کرد که هر وقت اظهار نظری مى‌کرد، «همه مى‌یافتند که نظرى سنجیده و حرفى فهمیده است. مردی که در اخلاق و معرفت تا آنجا ترقى کرده بود که از خودنمایى و تظاهر خوددارى داشت و تا به ضرورت حرف نمى‌زد، دانسته نمى‌شد که در این مرد ساکت چه قدر عمق و تأمل است. کم حرف مى‌زد ولى وقتى هم حرف مى‌زد، همه مى‌فهمیدند که گوینده مردى دقیق و عمیق است. همه دوستانش به او اعتماد داشتند و حرف او را به آسانى باور مى‌کردند و مى‌دانستند که با مردى پرهیزگار روبه‌رو هستند». 
ملا عبدالعزیز در گورستان آب انبار قاسم خان واقع در چهار راه حسن آباد تهران به خاک سپرده شد.  او به فارسی و کردی و عربی شعر می گفت. 